# Ермолин, Рем Николаевич
Рем Николаевич Ермолин (24 декабря 1926 — 15 мая 2004) — советский и российский художник. Народный художник РСФСР (1985), народный художник Коми АССР (1980), лауреат Государственной премии Коми АССР (1972). Живописец.

## Биография
Родился в г. Ленинграде, учился в Ленинградском художественно графическом, педагогическом, училище (1947—1951) и в Ленинградский институт живописи, скульптуры и архитектуры им. Репина (1954—1960) на живописном факультете В. М. Орешникова. Член Союза художников СССР с 1962 года. По окончании учебы жил и работал в Коми АССР, занимал должность председателя Союза художников в республиканском отделении (1970—1986). Работал в разных жанрах, но основополагающими являются тематическая картина и портрет. Ведущими темы в творчестве — люди Коми республики и их трудовые будни, природа севера. Наиболее известен Усть-Цилемский цикл работ, за который в 1972 году получил Государственную премию Коми АССР. В 1975 произведение цикла «Усть-Цилемская горка» было награждено дипломом Академии художеств СССР.